# Copley (cràter)
Copley és un cràter d'impacte en el planeta Mercuri de 34 km de diàmetre. Porta el nom del pintor estatunidenc John Singleton Copley (1738-1815), i el seu nom va ser aprovat per la Unió Astronòmica Internacional el 1976.